# Campionati mondiali di pentathlon moderno 1966
I campionati mondiali di pentathlon moderno 1966 si sono svolti a Melbourne, in Australia. Si sono disputate le gare maschili individuali ed a squadre.

## Risultati

### Maschili
| Evento      | Oro                                             | Argento                                                     | Bronzo                                                  |
| Individuale | András Balczó                                   | Viktor Mineev                                               | Ferenc Török                                            |
| A squadre   | Ungheria András Balczó Ferenc Török István Móna | Unione Sovietica Pavel Lednëv Viktor Mineev Stasys Šaparnis | Germania Est Uwe Adler Manfred Grosse Wolfgang Lüderitz |

## Medagliere
| Posizione | Paese            |   |   |   | Totale |
| --------- | ---------------- | - | - | - | ------ |
| 1         | Ungheria         | 2 | 0 | 1 | 3      |
| 2         | Unione Sovietica | 0 | 2 | 0 | 2      |
| 3         | Germania Est     | 0 | 0 | 1 | 1      |
| Totale    | Totale           | 2 | 2 | 2 | 6      |